# 長島幸佑
長島 幸佑（ながしま こうすけ、2002年7月5日 - ）は、栃木県塩谷郡氏家町（現：さくら市）出身のプロ野球選手（投手・育成選手）。右投右打。千葉ロッテマリーンズ所属。

## 経歴

### プロ入り前
さくら市立氏家中学校時代は硬式野球の『栃木さくらボーイズ』でプレーした。
佐野日本大学高校では2年夏ごろから球速が大幅に向上し、2年秋はエースナンバーを背負い、県大会では自己最速の143km/hを計測したが、青藍泰斗との準決勝で敗退。その後は新型コロナウイルスの影響で部活動の自粛を余儀なくされ、寮を離れて自宅で過ごすよう指示され、自主練習の時間を十分に確保するのも難しい状況で、本人は「環境のせいにしてはいけない。自分の甘さが出てしまって、努力が足りなかった」と当時を振り返り、3年時の球速は140km/h前後で停滞した。3年夏も新型コロナウイルスの影響で甲子園大会およびその出場権を懸けた地方大会が中止となり、独自代替大会（栃木）では負けなしのベスト8で閉幕した。
富士大学へ進学し、トレーニングに励んで球速が向上したものの、2年時は右肘を痛めて棒に振った。3年時からリーグ戦に出場したが、制球難で3年春も3年秋も1試合（いずれも1/3回）の登板に終わった。4年春のリーグ戦では3登板のうち1試合で先発、4年秋のリーグ戦では6登板のうち2試合で先発と4年時は先発でも結果を残した。
2024年10月24日に開催されたドラフト会議にて、千葉ロッテマリーンズから育成3位指名を受けた。11月27日には支度金300万円・年俸300万円（金額はいずれも推定）で契約を締結。12月4日に新入団選手発表会が行われ、背番号は132と発表された。

## 選手としての特徴
187cmの長身から投げ下ろす角度のあるストレートとスプリットが持ち味。アマチュア時代の最速はストレートが152km/h、スプリットが139km/h。

## 詳細情報

### 背番号
- 132（2025年[13] - ）